# Синдром Алисы в Стране чудес
Синдро́м Али́сы в Стране́ чуде́с (англ. Alice in Wonderland syndrome; AIWS) — дезориентирующее неврологическое состояние, которое проявляется в нарушенном восприятии человеком своего тела или отдельных его частей, нарушении «схемы тела»: макросоматогнозия (ощущение тела как более крупного) и микросоматогнозия (как более маленького). Также человек может испытывать иные ощущения искажения размеров, такие как микропсия, макропсия, пелопсия или телеопсия. Может возникнуть искажение размера других сенсорных модальностей.

## Этимология
Английское название расстройства происходит от «Приключений Алисы в Стране чудес» Льюиса Кэрролла. Название синдрому дал британский психиатр Джон Тодд (1914—1987), иногда в честь него самого синдром называют синдромом Тодда. В российской психиатрической литературе расстройство восприятия собственного тела называется «нарушением схемы тела» или «аутометаморфопсией» (от др.-греч. αὐτός — сам, μετά — между, μορφή — форма, ὄψις — зрение).

## Причины
Часто синдром вызывается головной болью — мигренью, эпилепсией, энцефалитом, органической патологией головного мозга, опухолями головного мозга или использованием психоактивных веществ. Связывают и с инфекционным мононуклеозом, и вирусом Эпштейна — Барр.
В 1952 году Липпман описал несколько пациентов, испытывающих ощущение, что они становятся чрезвычайно маленькими или высокими во время приступов мигрени.

## Клиническая картина
Субъект воспринимает видимые величину и пропорции своего тела существенно меньшего или большего размера, чем они есть в действительности. В общем случае тело кажется далёким или чрезвычайно близким в то же самое время. Но, независимо от терминологии, суть явления состоит в следующем: глаз не повреждён, изменения касаются только психики.
Иногда больной ощущает яркую диспропорцию частей тела. Например, туловище достигает 100 метров, ноги простираются до центра Земли, а голова становится размером с яблоко.
Ощущения изменения схемы тела могут быть изолированы, а могут выступать с другими психопатологическими проявлениями. Однако это изменение восприятия чаще болезненно.
Возможна коррекция изменённой схемы тела зрением: посмотрев на себя в зеркало, человек обнаруживает нормальные параметры своей головы (хотя ощущает её, например, 10-метровой), посмотрев на свои ноги, убеждается, что они обычных размеров, а не многих метров.